# Gmina Puńsk
Die Gmina Puńsk (litauisch Punsko valsčius) ist eine zweisprachige Landgemeinde im Powiat Sejneński der Woiwodschaft Podlachien in Polen. Ihr Sitz ist das gleichnamige Dorf mit mehr als 1300 Einwohnern.

## Geographie
Die Landgemeinde mit einer Fläche von 138,37 km² liegt an der Grenze zu Litauen. Der namensgebende Ort liegt 23 Kilometer nordöstlich von Suwałki.

## Geschichte

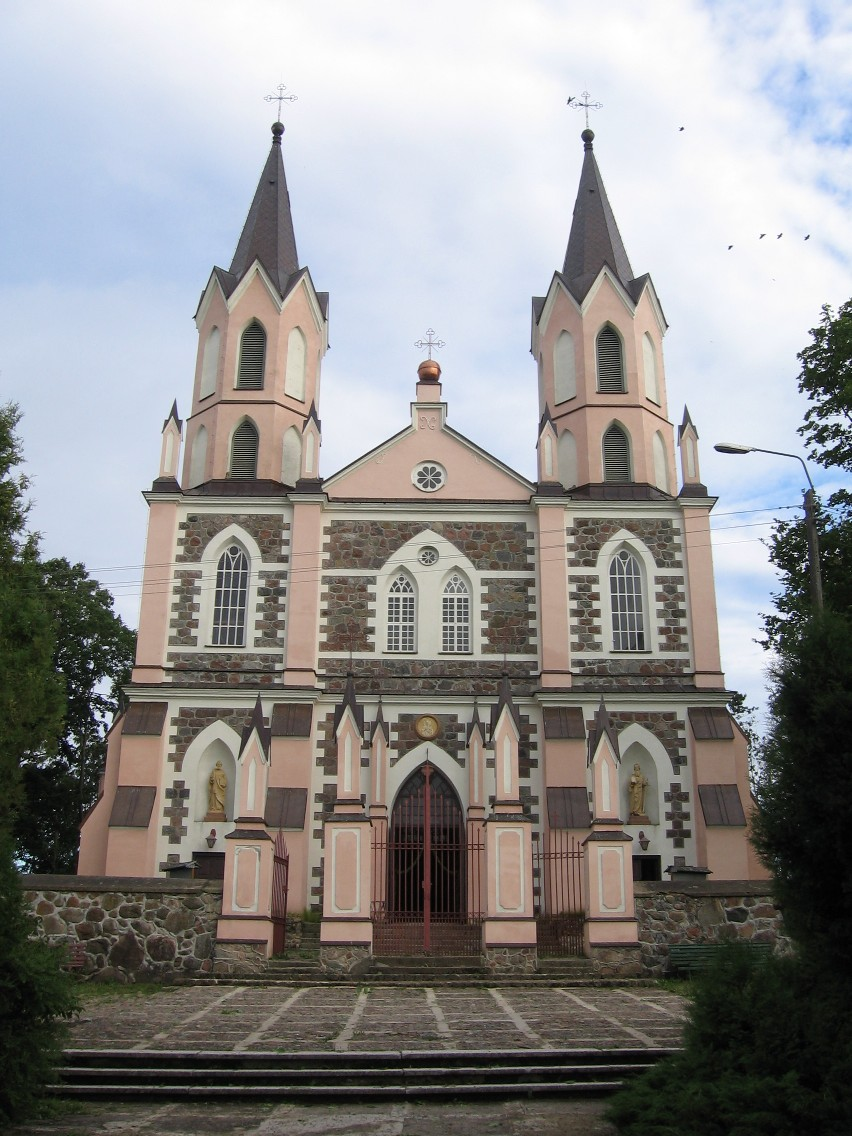
Pfarrkirche Mariä Himmelfahrt in Puńsk

Die Gmina Puńsk ist seit 2006 zweisprachig (Polnisch und Litauisch) und führte 2008 zweisprachige Ortsnamen ein. Der Ort besitzt die einzige litauische Schule des Landes.

## Gliederung
Die Landgemeinde (gmina wiejska) Puńsk gliedert sich in folgende Schulzenämter (sołectwo):
| - Boksze-Osada / Bokšiai - Buda Zawidugierska / Vidugirių Būda - Buraki / Burokai - Dowiaciszki / Dievetiškė - Dziedziule / Didžiuliai - Giłujsze / Giluišiai - Kalinowo / Kalinavas - Kompocie / Kampuočiai - Krejwiany / Kreivėnai - Nowiniki / Navinykai - Ogórki / Agurkiai - Oszkinie / Ožkiniai - Pełele / Peleliai - Poluńce / Paliūnai - Przystawańce / Pristavonys | - Puńsk / Punskas - Rejsztokiemie / Raistiniai - Sankury / Sankūrai - Sejwy / Seivai - Skarkiszki / Skarkiškiai - Szlinokiemie / Šlynakiemis - Tauroszyszki / Taurusiškės - Trakiszki / Trakiškės - Trompole / Trumpalis - Widugiery / Vidugiriai - Wiłkopedzie / Vilkapėdžiai - Wojciuliszki / Vaičiuliškės - Wojtokiemie / Vaitakiemis - Wołyńce / Valinčiai - Żwikiele / Žvikeliai |